# Ателькін Юрій Валерійович
Ю́рій Вале́рійович Ате́лькін (нар. 5 липня 1966) — колишній радянський та український футболіст, що грав на позиції півзахисника. Найбільш відомий за виступами у складі шахтарського «Шахтаря».

## Життєпис
Юрій Ателькін народився в родині шахтаря. Закінчив середню школу № 17 міста Кіровське. На рівні команд майстрів дебютував у 1984 році, відігравши три поєдинки у складі керченського «Океана». Наступний сезон юний півзахисник розпочав у дублі донецького «Шахтаря», однак пробитися до «основи» не зумів і на певний час зник з поля зору.
Протягом 1990—1991 років Ателькін захищав кольори любительського «Антрацита», а згодом грав у польському клубі «Віслока». З 1992 по 1995 рік був гравцем шахтарського «Шахтаря», що згодом став базою для створення донецького «Металурга». Разом з командою здобув «срібло» групи «Б» другої ліги чемпіонату України. У 1993 році закінчив Волгоградський інститут фізичної культури за спеціальністю «Інструктор зі спорту».
Першу половину 1996 року провів у аматорському клубі «Шахтар» (Красний Луч). У серпні уклав угоду з новомосковським «Доном», однак провів у російській команді всього 8 поєдинків. У 1997 році захищав кольори футбольного клубу «Харцизьк», а у 2000 грав за «Фагот-Вуглеремонт» з Красного Луча.
Після завершення кар'єри працював у ВАТ «Комсомолець Донбасу», з червня 2006 по 2016 рік  очолював благодійний фонд «Талан».

## Досягнення
- Срібний призер групи «Б» другої ліги чемпіонату України (1): 1995/96

## Сім'я
- Брат — Ателькін Сергій Валерійович (1972 р.н), український футболіст, екс-нападник збірної України.
- Син — Ателькін Сергій Юрійович (1992 р.н), український футболіст, півзахисник.